# Sjisjel
Sjisjel (Russisch: Шишель) is een schildvulkaan in het Centraal Gebergte, in het noordelijk deel van het Russische schiereiland Kamtsjatka. De vulkaan is overdekt met een gletsjer en bestaat vooral uit basaltgesteente. Ten zuiden en zuidwesten van de vulkaan bevinden zich sintelkegels en ten noorden van de vulkaan bevindt zich een groot lavaveld. De laatste uitbarsting is onbekend maar vond mogelijk plaats in het Holoceen.